# Guilt (serie de televisión)
Guilt es una serie de televisión británica/estadounidense de misterio dramático que fue estrenada en Freeform el 13 de junio de 2016. La serie fue creada por Kathryn Price y Nichole Millard, y producida por Lionsgate Television y Freeform Original Productions.
Daisy Head interpreta a Grace Atwood, una estudiante estadounidense en Londres cuya compañera de cuarto, Molly Ryan, es asesinada. Cuando la gente comienza a sospechar de ella, comienzan a acusarla del crimen. El show cuenta con un elenco con Head como Grace Atwood, Emily Tremaine como la hermana de Grace, Billy Zane como el abogado defensor contratado para proteger a Grace, Cristian Solimeno y Naomi Ryan como dos miembros de la policía, Sam Cassidy como miembro de la familia real británica, Simona Brown y Zachary Fall como conocidos de Grace, y Kevin Ryan como el hermano de Molly Ryan.
En España, se estrenó el 16 de octubre de 2016, en Cosmopolitan TV.
El 20 de octubre de 2016, Freeform anunció que había cancelado la serie después de una temporada.

## Sinopsis
La joven estudiante Grace Atwood se encuentra en un lío cuando su mejor amiga, Molly Ryan, es asesinada, y ella se convierte en la principal sospechosa del crimen. La hermana de Grace, Natalie, está a su lado a toda costa, pero no sabe si creer lo que dice Grace. Mientras la policía de Londres investiga el asesinato, los miembros del club de sexo de gama alta, Courtenay continúan practicando sus noches explícitas y secretas de sexo con prostitutas. Hay muchos sospechosos de haber asesinado a Molly, pero, en todo ese tiempo, Grace fue culpable del asesinato, o ella era sólo una jovencita atrapada en el centro de atención periodística y el duro régimen de investigación?.

## Elenco y personajes

### Principales
- Daisy Head como Grace Atwood: Una estudiante universitaria estadounidense que vive en Londres y que es acusada de asesinato después de que su compañera de cuarto Molly sea encontrada muerta.[6]
- Emily Tremaine como Natalie Atwood: una Asistente Fiscal de Boston que vuela a Londres para apoyar a Grace después de enterarse de que su hermana menor está implicada en el asesinato de Molly.[7][8]
- Cristian Solimeno como el detective Alex Bruno: El que lidera el caso de asesinato de Molly Ryan. También comienza a desarrollar sentimientos por Natalie Atwood.
- Naomi Ryan como Gwendolyn "Gwen" Hall: una Fiscal de la Corona asignada al caso de Molly Ryan que tuvo una relación sexual anterior con el detective Bruno.
- Simona Brown como Roz Walters: una DJ británica que vive con Grace y Molly, que vive una doble vida como trabajadora en un club de sexo de alto nivel.
- Zachary Fall como Luc Pascal: Un artista drogadicto y el novio de Grace que se convierte en un sospechoso principal en el asesinato de Molly.[6]
- Kevin Ryan como Patrick Ryan: El hermano mayor de Molly que busca venganza por la muerte de su hermana.[6]
- Sam Cassidy como Prince Theo: Un miembro de la familia real británica y un cliente de clubes sexuales de altos niveles que comparte una conexión personal con Molly.
- Billy Zane como Stan Gutterie: Un abogado que es contratado por James (padrastro de Grace y Natalie) para ayudar a Grace.[6][9]

### Recurrentes e invitados
- Robbie Gee como Pike: El jefe de detectives que está involucrado en el caso de Molly Ryan, y mejor amigo de Alex.
- Amber Jean Rowan como Kaley: Una joven irlandesa, que se convirtió en una prostituta en Courtenay y fue amante de Roz antes de dejar el club sexual y enamorarse de Patrick.
- Osi Okerafor como Phillip Baker: La mano derecha al príncipe Theo y el responsable de cubrir las huellas del príncipe en la escena del asesinato de Molly.
- Sujaya Dasgupta como Veena Patel: Una aspirante, inteligente y elegante periodista que hace todo lo posible para llamar la atención de su carrera.
- Rebekah Wainwright como Molly Ryan: Una estudiante universitaria que fue asesinada en el apartamento donde vivía con sus dos mejores amigas, Roz y Grace. Molly estaba involucrada con el profesor Geoffrey Linley, y era enemiga de la esposa de Geoffrey, Beatrice. Molly también trabajó como una prostituta en el club sexual Courtenay antes de su muerte.
- Katie Clarkson-Hill como Charlotte Crockleby: La próximamente esposa del príncipe Theo que descubre que él está involucrado con prostitutas.
- Anthony Head como James: el padrastro de Grace y Natalie que estuvo involucrado con la mafia rusa.
- Ryan Gerald como Neville Harris: Un joven que vivía en el edificio al lado de Molly y Grace y estaba acechando a Molly. Neville tiene una enfermedad mental y es hospitalizado cuando trata de herir a Grace. Sin embargo, Neville se convierte más tarde en un testigo de lo que le ocurrió a Molly.
- Michael Lindall como Finch: Uno de los responsables de mantener el club sexual Courtenay oculto y privado.
- Jonathan Howard como Josh: Un oficial de policía que fue responsable de llevar a Grace cuando fue acusada de matar a Molly.
- Mark Letheren como el Profesor Geoffrey Linley: Una maestro en la universidad de Grace y Molly que estuvo involucrado sexualmente con ambas.
- Sam O'Mahony como Declan Ryan: Un miembro de la familia de Molly y Patrick que ayudó a este último a socavar al príncipe.
- Emma Davies como Beatrice Linley: La esposa de Geoffrey que descubrió su implicación con las estudiantes, y que más tarde lo mató.

## Episodios
| N.º (serie) | Título                  | Director                  | Guionista(s)                    | Primera emisión      | Audiencia (en millones) |
| --- | ----------------------- | ------------------------- | ------------------------------- | -------------------- | ----------------------- |
| 1 | «Pilot»                 | Gary Fleder               | Kathryn Price & Nichole Millard | 13 de junio de 2016  | 0.49                    |
| Después de una noche loca llena de drogas y alcohol organizada por Grace Atwood y Molly Ryan en su departamento. Al día siguiente, Grace y su novio Luc y Roz hayan el cuerpo sin vida de Molly en el piso con múltiples puñaladas y sangre salpicada en todas partes. Después de investigar la escena del crimen, se encontraron rastros de la sangre de Molly en los pies de Grace, convirtiéndola en la principal sospechosa del caso. Entonces, Alex Bruno, el detective principal en el caso de Molly y su asociado Pike, traen a Grace para interrogarla. Gwendolyn Hall, la fiscal de la Corona en el caso, vigila a la policía mientras interrogan a Grace sobre el paradero del teléfono de Molly. Ella dice que Molly lo perdió en Diablo, el club nocturno que habían visitado la noche del asesinato de Molly. Grace además les dice que Molly pensó que ella estaba siendo acosada. Después, Bruno es confrontado por Gwendolyn que piensa que él fue demasiado blando con Grace y que debería haberla interrogado más sobre los rastros de sangre en sus pies. Bruno explica que no hay pruebas suficientes para justificar un arresto, por lo que Gwendolyn acepta a regañadientes que Grace sea liberada. Natalie, la hermana mayor de Grace, que es asistente del fiscal, decide volar a Londres desde Boston después de ser llamada por Grace y contarle sobre la muerte de Molly. La policía descubre que Molly estaba embarazada y rápidamente concluye que esto podría haber sido un motivo para el asesinato. Pero con el padre desconocido, los policías deben trabajar para obtener una muestra de ADN. Luc decide llevar a Grace a París con él por unos días. Pero poco después de su intento de irse, los policías tienden una emboscada al tren de Grace y Luc en busca de la pareja, ya que están en la lista de sospechosos. Las sospechas se despiertan aún más cuando un video de Molly dándole a Luc un baile sale a la luz. El padrastro de Grace y Natalie, James Lahue, contrata al mejor pero controversial abogado defensor, Stan Gutterie para defenderla. Natalie no está de acuerdo y sospecha que James y Molly tenían una relación. Volviendo a la escena del crimen, Bruno y Pike descubren que un mono de peluche perteneciente a Molly había sido sacado de la escena del crimen y comienzan a preguntarse si Grace estaba diciendo la verdad sobre el acosador de Molly. Pero no pasa mucho tiempo antes de que Grace vuelva a estar en el centro de atención cuando resurge un video de ella cortando los neumáticos del auto de la esposa de Linley. Ella dice que no sabía que Linley estaba casado, pero se dejó llevar por los celos, dejando a Natalie cuestionarse sí Grace es tan inocente como parece. |                         |                           |                                 |                      |                         |
| 2 | «American Psycho»       | Gary Fleder               | Kathryn Price & Nichole Millard | 20 de junio de 2016  | 0.33                    |
| 3 | «Exit Wounds»           | Larry Shaw                | Nelson Soler                    | 27 de junio de 2016  | 0.33                    |
| 4 | «Blood Ties»            | Larry Shaw                | Shaina Fewell                   | 11 de julio de 2016  | 0.25                    |
| 5 | «The Eye of the Needle» | Elizabeth Allen Rosenbaum | Todd Slavkin & Darren Swimmer   | 18 de julio de 2016  | 0.29                    |
| 6 | «A Simple Plan»         | Elizabeth Allen Rosenbaum | Elle Triedman                   | 25 de julio de 2016  | 0.30                    |
| 7 | «A Fall from Grace»     | Mairzee Almas             | Fredrick Kotto                  | 8 de enero de 2016   | 0.34                    |
| 8 | «Eyes Wide Open»        | Mairzee Almas             | Bryan Q. Miller                 | 8 de agosto de 2016  | 0.31                    |
| 9 | «The Crown v Atwood»    | Larry Shaw                | Todd Slavkin & Darren Swimmer   | 15 de agosto de 2016 | 0.30                    |
| 10 | «What Did You Do?»      | Larry Shaw                | Kathryn Price & Nichole Millard | 22 de agosto de 2016 | 0.40                    |

## Producción
En septiembre de 2013, se anunció que estaba en desarrollo una serie inspirado en la historia de Amanda Knox.
Freeform dio la orden del piloto en junio de 2015, y recogió la serie en noviembre de 2015.

## Recepción
Guilt ha recibido críticas mixtas a favorables. En Rotten Tomatoes, la serie tiene una calificación de aprobación de 60% basada en 10 críticos. El consenso crítico del sitio dice: "Guilt stumbles through over-packed twists, weak dialogue, and unrealistic behavior, yet ultimately emerges as a fun, sensationalized soap". En Metacritic, la primera temporada del show tiene una calificación de 52% basado en 8 críticas, lo que indica "comentarios mixtos".